# 海後磋磯之介
海後 磋磯之介（かいご さきのすけ、文政11年5月7日（1828年6月18日） - 明治36年（1903年）5月19日）は、幕末の勤王志士、明治時代の警察官吏。桜田十八士の一人。名は宗親。

## 生涯
常陸国那珂郡本米崎村（現・茨城県那珂市）の三嶋神社の神官の家に四男として生まれた。20歳の頃、水戸に出て剣術と砲術を学んだ。佐野竹之介と親しく交わり、高橋多一郎や斎藤監物らの影響を受けた。安政5年（1858年）に勅書問題が起こると江戸に向かい、翌安政6年（1859年）に幕府から勅書返納の命令が出ると長岡（現・茨城県東茨城郡茨城町）に屯集して返納されるのを防ごうとした。安政7年（1860年）には大老・井伊直弼要撃の謀議に加わり、同年2月21日（3月13日）に脱藩して江戸に潜伏。同年3月3日（3月24日）、桜田門外の変に参加した。
事件後は那珂郡小野田村（現・茨城県常陸大宮市）の高野家に隠れ、さらに会津や越後に潜伏した。文久3年（1863年）には藩政が回復したため、郷里に戻り、菊池剛蔵に改名、明治維新後、警視庁や茨城県庁などに勤務した。退職後は、神主を経て水戸の自宅で没した。享年76。

## 没後
2018年に海後磋磯之介の遺書とされるものが公開された。古式銃や和時計などの研究者である澤田平（堺鉄砲研究会・主催）が2015年頃に大阪の古書店で見つけたとするもので、桜田門外の変で水戸藩士の森五六郎が井伊直弼の乗った籠に銃を発砲した様子や直弼の首を切る様子が実行犯の名前とともに絵入りで描かれている。

## 親族
孫に日本教育学会会長の海後宗臣、教育学者で国民精神総動員中央連盟の海後勝雄・兄弟がいる。

## 遺稿
- 『潜居中覚書』
- 『春雪偉談』